# Медаль «За службу в морской пехоте»
Меда́ль «За слу́жбу в морско́й пехо́те» — ведомственная медаль Министерства обороны Российской Федерации, учреждённая приказом Министра обороны Российской Федерации от 3 ноября 2005 года № 455.
Упразднена приказом Министра обороны Российской Федерации от 23 сентября 2009 № 1023, повторно учреждена приказом от 21 января 2013 года под тем же названием.

## Правила награждения
Согласно Положению медалью «За службу в морской пехоте» награждаются военнослужащие, проходящие военную службу в органах военного управления береговых войск Военно-Морского Флота, соединениях и воинских частях морской пехоты, за безупречную службу в течение 5 лет и более в календарном исчислении.
Указанной медалью (независимо от срока военной службы в морской пехоте) могут награждаться военнослужащие за мужество и отвагу, проявленные при исполнении воинского долга, и выполнение специальных и боевых задач.
Награждение лиц, ранее проходивших военную службу в морской пехоте либо уволенных с военной службы и отвечающих указанным требованиям, может производиться как факт признания их заслуг перед морской пехотой.
Награждение медалью производится приказом главнокомандующего Военно-Морским Флотом по представлению начальника береговых войск Военно-Морского Флота. Повторное награждение медалью не производится.

## Правила ношения
Медаль носится на левой стороне груди в соответствии с правилами ношения военной формы одежды и располагается после медали Министерства обороны Российской Федерации «За службу в Военно-воздушных силах».

## Описание медали
Медаль изготавливается из металла серебристого цвета, имеет форму круга диаметром 32 мм с выпуклым бортиком с обеих сторон. На лицевой стороне медали: в центре — рельефное изображение морского пехотинца, сжимающего в руках автомат, на фоне Андреевского флага в лавровом венке, в нижней части которого — щит. На оборотной стороне медали: в центре — рельефное изображение эмблемы Военно-Морского Флота; рельефная надпись: в центре в две строки — «За службу в морской пехоте», по кругу в верхней части — «МИНИСТЕРСТВО ОБОРОНЫ», в нижней части — «РОССИЙСКОЙ ФЕДЕРАЦИИ».
Медаль при помощи ушка и кольца соединяется с пятиугольной колодкой, обтянутой шёлковой муаровой лентой шириной 24 мм. С правого края ленты оранжевая полоса шириной 10 мм окаймлена чёрной полосой шириной 2 мм, левее — чёрная полоса шириной 10 мм окаймлена красной полосой шириной 2 мм.
Элементы медали символизируют:
- морской пехотинец, сжимающий в руках автомат, на фоне Андреевского флага — высокий уровень боевой готовности соединений и воинских частей морской пехоты;
- щит (символ защиты Отечества) — доблесть и мужество военнослужащих морской пехоты;
- лавровый венок (символ награды и славы) — верность воинскому и служебному долгу;
- эмблема Военно-Морского Флота — принадлежность морской пехоты к Военно-Морскому Флоту;
- оранжевая полоса ленты медали, окаймлённая чёрной полосой, — статус медали как ведомственной награды Министерства обороны Российской Федерации;
- чёрный цвет и красный цвет (традиционные цвета приборного сукна военной одежды военнослужащих морской пехоты) — предназначение медали для награждения личного состава морской пехоты.

## Дополнительные поощрения награждённым
- Согласно Федеральному закону РФ «О ветеранах» и принятым в его развитие подзаконным актам, лицам, награждённым до 20 июня 2008 года медалью «За службу в морской пехоте», при наличии соответствующего трудового стажа или выслуги лет представляется право присвоения звания «ветеран труда»[2].